# Нед Визини
Нед Визини (на английски: Ned Vizzini) е американски писател на бестселъри в жанра съвременен роман и фентъзи.

## Биография и творчество
Едисон Прийс Визини е роден на 4 април 1981 г. в Ню Йорк, САЩ, в семейството на Джеймс и Ема Визини. Завършва през 1999 г. гимназия „Стайвесънт“ и колежа „Хънтър“ в Манхатън с бакалавърска степен през 2003 г.
Още като тийнейджър на 15 години започва да пише за алтернативния вестник „Ню Йорк Прес“. На 17 години е поканен да пише за списание „Ню Йорк Таймс“.
Когато е на 19 години е издаден дебютната му автобиографична книга „Teen Angst? Naaah..“ (Тийнейджърски терзания? Ами-и-и...), която отразява животът му в гимназия „Стайвесънт“.
През 2004 г. е издаден първият му роман за тийнейджъри „Be More Chill“ (Бъди по-готиняга), който е добре оценен от критиката. Успехът на книгата му донася договор за още две книги.
През 2006 г. е публикуван романът му „It's Kind of a Funny Story“ (Нещо като забавна история). Писателят често е сполетяван от депресии и книгата се основава на 5-те дни, прекарани от него в психиатрично отделение на болница в Бруклин през 2004 г. Романът става култова класика, избран е един от стоте най-добри тейнейджърски романи за всички времена от „Нашънъл Пъблик Рейдио“, а през 2010 г. е екранизиран в едноименния много успешен филм с участието на Киър Гилкрист, Зак Галифианакис, Лорън Греъм и Ема Робъртс.
Следващият му роман „The Other Normals“ (Другото нормално) става любим на младите читатели.
През 2013 г. е издаден първият му приключенски фентъзи роман „Къщата на тайните“ от едноименната поредица в съавторство с режисьора и сценариста Крис Кълъмбъс. Книгите стават бестселъри на „Ню Йорк Таймс“, и са преведени на над 25 езика по света.
Писал и за телевизията, включително и за хитовото шоу на Ем Ти Ви „Тийн вълк“.
Постепенно първоначалната му енергия в писането избледнява и той изпада често в отчаяние и депресии.
Нед Визини се самоубива скачайки от покрива на сградата на родителите си на 19 декември 2013 г. в Бруклин, Ню Йорк.

## Произведения

### Самостоятелни романи
- Be More Chill (2004)
- It's Kind of a Funny Story (2006)
- The Other Normals (2012)

### Серия „Къщата на тайните“ (House of Secrets) – сКрис Кълъмбъс
1. House of Secrets (2013)
Къщата на тайните, изд.: Сиела, София (2014), прев. Цветана Генчева
2. Battle of the Beasts (2014)
Битката на зверовете, изд.: Сиела, София (2014), прев. Цветана Генчева
3. Clash of the Worlds (2016)[1]

### Документалистика
- Teen Angst? Naaah.. (2000) – мемоари

### Екранизации
- 2010 Нещо като забавна история, It's Kind of a Funny Story – по романа
- 2012 Тийн вълк, Teen Wolf – ТВ сериал, история 2 епизода
- 2012 – 2013 Last Resort – ТВ сериал, редактор 12 епизода, автор 1 епизод
- 2014 Вярвай, Believe – ТВ сериал, редактор и автор на 5 епизода